# Phillaur
Phillaur là một thành phố và là nơi đặt hội đồng đô thị (municipal council) của quận Jalandhar thuộc bang Punjab, Ấn Độ.

## Địa lý
Phillaur có vị trí 31°02′B 75°47′Đ / 31,03°B 75,78°Đ Nó có độ cao trung bình là 234 mét (767 feet).

## Nhân khẩu
Theo điều tra dân số năm 2001 của Ấn Độ, Phillaur có dân số 22.228 người. Phái nam chiếm 54% tổng số dân và phái nữ chiếm 46%. Phillaur có tỷ lệ 28% biết đọc biết viết, thấp hơn tỷ lệ trung bình toàn quốc là 59,5%: tỷ lệ cho phái nam là 24%, và tỷ lệ cho phái nữ là 33%. Tại Phillaur, 11% dân số nhỏ hơn 6 tuổi.